# Военный институт повышения квалификации специалистов мобилизационных органов

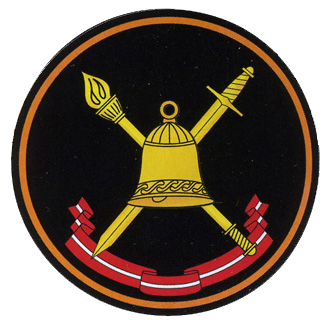
Нарукавный знак ВИПКСМО ВС России, 2005 года

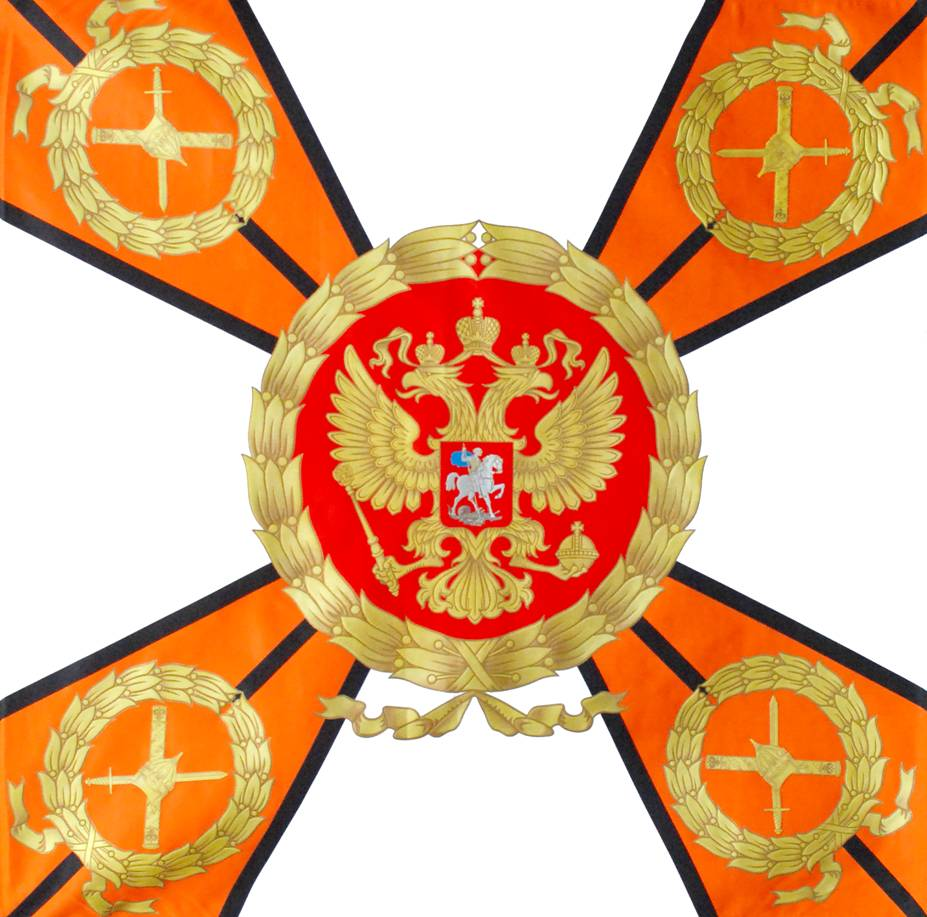
Боевое знамя ВИПКСМО ВС России, 2008 год

Вое́нный ордена Красной Звезды институ́т повыше́ния квалифика́ции специали́стов мобилизацио́нных о́рганов Вооружённых Сил Российской Федерации (ВИПКСМО ВС России, ранее 8-е Центра́льные офице́рские ку́рсы, В/Ч № 93226) — военное образовательное учреждение дополнительного профессионального образования (повышения квалификации) специалистов.

## История
7 марта 1945 года приказом Народного комиссара обороны СССР (НКО СССР) на базе 1-го Куйбышевского военно-пехотного училища были сформированы Куйбышевские курсы усовершенствования офицерского состава местных органов военного управления.
За годы своего существования курсы неоднократно меняли своё наименование и места дислокации, находились в подчинении командующего войсками Приволжского военного округа, Главнокомандующего Сухопутными войсками, а с ноября 1964 года перешли в непосредственное подчинение Генерального штаба Вооружённых Сил. Последним местом дислокации курсов стал город Саратов, куда они были переведены в 1954 году.
В 1985 году учебное заведение было удостоено ордена Красной Звезды.
Распоряжением Правительства Российской Федерации от 19 ноября 2003 года на базе курсов было создано военное образовательное учреждение дополнительного профессионального образования (повышения квалификации) специалистов — Военный институт повышения квалификации специалистов мобилизационных органов Вооружённых Сил Российской Федерации (ВИПКСМО ВС России). С 1 июля 2004 года Военный институт приступил к плановой переподготовке и повышению квалификации специалистов мобилизационных органов.
18 мая 2005 года институт был награждён Вымпелом Министра обороны Российской Федерации за мужество, воинскую доблесть и высокую боевую выучку.
За свою историю институт провел 116 выпусков слушателей. Было подготовлено более 41 000 специалистов для войск, военных комиссариатов и высших военно-учебных заведений страны. Среди них свыше тысячи офицеров мобилизационных органов оперативного звена, почти 700 генералов и офицеров из числа руководящего состава военных комиссариатов субъектов Российской Федерации и около 300 преподавателей высших военно-учебных заведений страны. Среди выпускников разных лет — дважды Герой Советского Союза майор С. Артёменко, 35 Героев Советского Союза, 3 Героя Российской Федерации.
Основные события:
- 7 марта 1945 года — созданы Куйбышевские курсы усовершенствования офицерского состава местных органов военного управления в посёлке Красная Глинка, Куйбышевской области;
- август 1945 года — передислокация в город Балашов, Саратовской области;
- 6 января 1946 года — вручение курсам Боевого Знамени;
- 12 января 1946 года — первый выпуск слушателей;
- октябрь 1953 года — передислокация на станцию Привольская Вольского района Саратовской области;
- 1 сентября 1954 года — переименование в Центральные курсы подготовки и усовершенствования офицерского состава мобилизационных органов  Советской Армии и Военно-Морских Сил и передислокация в город Саратов;
- июль 1960 года — переименование в Центральные курсы мобилизационной подготовки офицеров Сухопутных войск, переход в непосредственное подчинение Главнокомандующего Сухопутными войсками (до этого курсы были подчинены командующему войсками Приволжского военного округа);
- 12 ноября 1964 года — переход в непосредственное подчинение Генеральному штабу Вооружённых Сил, переименование в Центральные курсы подготовки и усовершенствования офицеров мобилизационных органов Вооружённых Сил;
- 1971 год — получение условного наименования — войсковая часть 93226;
- 4 мая 1985 года — награждение орденом Красной Звезды;
- 8 мая 1985 года — переименование в 8-е Центральные офицерские ордена Красной Звезды курсы усовершенствования офицеров мобилизационных органов Вооружённых Сил СССР;
- 19 ноября 2003 года — создание военного образовательного учреждения — Военного ордена Красной Звезды института повышения квалификации специалистов мобилизационных органов Вооружённых Сил РФ;
- В 2005 году  — институт награждён Вымпелом Министра обороны РФ за мужество, воинскую доблесть и высокую боевую выучку[1];
- 21 мая 2008 года — получение институтом Боевого Знамени нового образца.
- ликвидирован в 2011 году.

## Задачи
Институт готовил специалистов мобилизационных органов главных штабов видов Вооружённых Сил, штабов военных округов, флотов, армий и флотилий, а также главных и центральных управлений Министерства обороны РФ, военных комиссариатов субъектов РФ, преподавателей высших военно-учебных заведений, специалистов мобилизационных органов войск (сил) и военных комиссариатов районов (городов).
Слушатели проходили переподготовку и повышение квалификации по десяти специальностям на пяти кафедрах института.

## Состав
- руководство института
- кафедра управления мобилизацией
- кафедра мобилизационной подготовки войск (сил)
- кафедра мобилизационной подготовки военных комиссариатов
- кафедра подготовки и призыва граждан на военную службу
- кафедра профессионального психологического отбора.
- рота обеспечения учебного процесса (РОУП).